# 第二代格雷伯爵查爾斯·格雷
第二代格雷伯爵查爾斯·格雷，KG，PC（Charles Grey, 2nd Earl Grey，1764年3月13日—1845年7月17日），英國輝格黨政治家，曾任英國首相。他於1806年至1807年期間以霍威克子爵（Viscount Howick）為稱呼。

## 生平

### 早年生涯
格雷於1764年3月13日生於諾森伯蘭郡費洛敦，在家中九名孩子中排行第二，其家族為當地望族，並置有一處叫霍威克堂的家族宅第。格雷早年自1773年至1778年就讀於伊頓公學，後來在1781年入讀劍橋大學三一學院，但至1784年未畢業就離開，花了3年在歐洲各處遊歷。

### 下院生涯
在1786年，格雷以22歲之齡當選進入下議院，並在1787年2月27日發表處女發言。不久以後，他獲委任到一個委員會，見證議會對華倫·黑斯廷斯作出彈劾。在議會之中，格雷沒多久就加入了輝格黨的圈子，成為查爾斯·詹姆斯·福克斯、理查·布林斯里·謝里敦和威爾斯親王等人的支持者，而且很快就受到輝格黨的重用，未幾即為黨內的主要領導人物之一，成為小皮特的主要對手。
在1788年年尾，喬治三世由於精神出現問題，其子威爾斯親王一度有機會攝政，而假如他能夠攝政，便可讓輝格黨組織政府。可是隨後喬治三世的精神回復正常，輝格黨組織政府的希望亦因而破滅，而黨內更因此出現矛盾。當時輝格黨的查爾斯·詹姆斯·福克斯與埃德蒙·伯克出現不和，兩人更在1791年正式決裂。格雷在兩人決裂之中選擇追隨福克斯，並立下要改革議會的決心。他最先在1793年5月首次動議改革國會，雖然遭到否決，但這沒有動搖他的決心。
早在1789年法國大革命爆發以後，格雷曾與其他年輕輝格黨貴族創立了「人民之友協會」，提倡議會改革。但其後英、法開戰，協會的存在更加劇了輝格黨黨內的矛盾。而由於當時福克斯採取了親法態度，更使他與他的追隨者受到了孤立。在1797年，格雷再次動議改革國會，但遭到了大比數的否決，這使福克斯輝格黨人意識到，在英、法進行戰爭的時候，提議改革議會是徒勞無功的，於是很多福克斯輝格黨人都選擇淡出議會，而格雷本人在動議失敗以後，更有2年的時間未曾在下議院發言，直到後來議會討論是否與愛爾蘭合併時，格雷才再次發言。
格雷本人主張反對通過《聯合法案》，認為英國應先對愛爾蘭採取更自由和友善的政策，以及放棄對天主教採歧視的態度。不過，《聯合法案》最終仍在1800年通過，並在1801年1月1日正式將愛爾蘭王國和大不列顛王國合併為聯合王國。在這個時候，格雷其實已很少參與議會事務，主要花時間在諾森伯蘭郡的家族宅第，對於出席議會的責任，他卻以從霍威克堂要花4日才到倫敦為藉口，加以推搪。另外，格雷這時的政治態度也變得溫和下來，例如在1803年就政府決定重新與法國開戰一事上，格雷的批評就要比福克斯的溫和得多。
在1806年，格雷的父親獲授予「格雷伯爵」銜，他亦因而取得「霍威克子爵」銜。與此同時，他又加入了福克斯輝格黨人、格倫維爾派與阿丁頓派合組的「賢能內閣」，在內閣出任第一海軍大臣。同年年尾，福克斯逝世，他更接任外務大臣兼下議院領袖之職。任內，他曾主導通過廢止奴隸貿易的法案，後來又企圖引入法案，容許天主教徒在軍隊和海軍出任最高級別職務，不過這卻遭喬治三世大力反對，並著他收回動議，以及要政府保證日後不再採取任何行動幫助天主教徒。由於輝格黨員對喬治三世的行動齊聲表示反對，結果促使「賢能內閣」在1807年於一片紛亂中垮台。這時格雷亦對政務的興趣日減，而且還一度失去了自己選區的下院議席，要轉到另一選區參選才取回議席。
同年年尾，父親逝世，格雷遂襲取為「格雷伯爵」，晉身上議院。由於他在「賢能內閣」有過不快經歷，這促使他對出仕政府感到厭倦，結果在此後的23年間，他都只是在上院擔當反對黨議員的角色。

### 上院生涯
1809年10月，斯賓塞·珀西瓦爾上任首相，在組閣的時候曾向格雷招手。但格雷卻認為內閣中只有很少職位留予輝格黨人，又認為喬治三世仍然健在，沒有可能推動天主教解放而加以拒絕。1811年，喬治三世精神失常，威爾斯親王正式開展攝政，並著手就籌組新政府進行談判；到1812年5月，斯賓塞·珀西瓦爾被刺身亡，輝格黨隨即有機會籌組政府。不過，格雷與格倫維爾勳爵卻雙雙認為，一日沒有完全的權力，一日也不會組閣。此外，格雷擔心一旦組閣，便會與坎寧共事政府，所以對組閣十分抗拒（前首相波特蘭公爵在1807年組閣時，曾向國王許諾不會推行任何親天主教政策。而坎寧一向被認為親天主教，卻答認在波特蘭公爵的內閣出任外務大臣，這被格雷視為不可寬恕的舉動）。
由於輝格黨拒絕組閣，攝政王唯有改以托利黨的利物浦勳爵組閣。在1815年，拿破崙戰爭終告休止，但英國的經濟卻未有起色，社會更有動盪之虞，結果促使利物浦勳爵在1817年著手廢除人身保護令。格雷對廢除人身保護令表示反對，但格倫維爾勳爵卻表示支持，這使兩人關係決裂，以後也再沒有合作。在1820年，剛登位為英國國王的喬治四世著令利物浦勳爵要引入一項草案，以便和妻子卡羅琳王后離婚，可是格雷對草案卻大加反對，最終迫使政府收回草案。喬治四世對此大感惱怒，致使在他有生之年，格雷都不能在政府供職。
自1815年至1830年的期間，格雷猶如輝格黨的贊助人，多於像領導人。他堅持輝格黨政府必須以解放天主教為一貫的政策方針，但卻同意改革議會之事，可先讓社會有充份共識才推行。他認為一個輝格黨政府應該一方面能開明的滿足民意，一方面也要兼顧保守派的利益，保存君主立憲的基本精神。

### 首相
一直到1830年，喬治四世駕崩，並由威廉四世繼位。在喬治四世駕崩前夕，天主教解放已於1829年得到通過，但這卻使托利黨威靈頓公爵的政府垮台。一時之間，格雷得到了強大的支持，帶領輝格黨重新上台，並著手推行議會改革，見證《1832年改革法案》的通過。
上任後，格雷在1831年初首次的動議改革法案，但被托利黨掌控的下議院否決，格雷於是提請解散議會，提前大選，終令輝格黨人掌控下院，令法案取得支持。但在下院通過後，法案又被上議院反對。格雷曾建議威廉四世大量策封支持改革的人士為貴族，但是遭到拒絕。格雷的建議被拒後，他宣佈辭職，結果威廉四世召令威靈頓公爵組閣。可是，上議院否決法案一事觸法各地出現暴動，而威靈頓公爵卻未能成功組閣，使新政府流產，威廉四世於是唯有再命格雷組閣。
格雷再度上台後，他再次建議威廉四世大量策封輝格黨人士為貴族，以便法案在上院通過。這次威廉四世表示同意，但暗中卻向托利黨上院議員警告，不讓法案通過將會後果嚴重，遂促使托利黨上院議員倒戈支持法案，使法案得到通過，並在1832年6月7日取得御准。不過，法案通過後，格雷卻日漸保守，對進一步的改革運動顯得小心和抗拒，不少人對政府沒有對教會和國家權限作進一步改革，而感到失望。
除了改革爭議外，格雷任內亦受到郊區農民騷亂所困擾。當時曾有不少貧困的農民在地方發動零星騷亂，除了燒毀糧草和殺死家畜外，甚而對地主作出恐嚇。格雷為此成立了特別委員會專責調查，結果對1,976人提出起訴，其中有252人被判死刑（後來有233人改判終身監禁）。
此外，格雷在任英國首相期間的政績還有很多，包括在1833年成功立例在大英帝國之境完全禁止販賣奴隸、廢止東印度公司在華貿易的專利權，以及發放20,000英鎊在各地興修學校等等。
在對外事務上，格雷的外相巴麥尊勳爵在1831年的倫敦會議上曾表態支持比利時脫離荷蘭獨立，並成為永久中立國。後來又在1832年與法國、俄羅斯聯手支持希臘獨立。另外在1830年7月，法國曾出現了七月革命，推翻了專斷的查理十世，人民另立路易·菲臘為王，英政府則視之為法國版本的「光榮革命」。
在1834年5月，議會曾就《愛爾蘭捐稅法案》一事展開辯論，內閣更對此出現分歧，最後使愛德華·史密斯-斯坦利、詹姆士·葛蘭姆爵士、里奇蒙公爵和里彭伯爵集體請辭，對政府構成很大打擊。
由於政府一直在愛爾蘭事務上出現分歧，格雷終在1834年7月8日向威廉四世提出辭呈，並在翌日正式向上院交代。雖然托利黨表示無法成功組閣，但格雷去意已決，於是選定以墨爾本勳爵為其接任人。

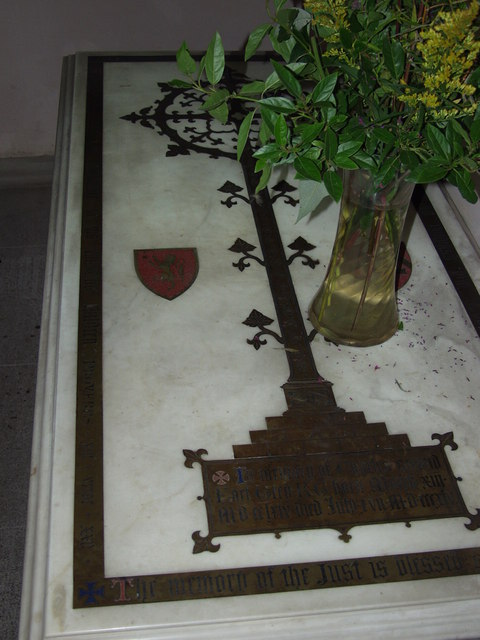
格雷墓，位於豪維克的聖米迦勒暨諸天使堂內。

辭職後的格雷勳爵選擇退出政壇，並過隱居生活，享受天倫之樂。雖然在1835年的時候，國王曾有意邀他復出，擔任首相或外相之職，不過仍為格雷勳爵所拒。格雷在1845年7月17日卒於諾森伯蘭郡的家族宅第霍威克堂，終年81歲。他的墓葬現位於豪維克的聖米迦勒暨諸天使堂，是該堂最重要的紀念物。

## 家庭
格雷在1794年與龐森比勳爵之女兒瑪麗·伊莉莎伯·龐森比閣下結婚。兩人育有16名孩子，當中包括：
- 路易莎·伊莉莎伯·格雷（Louisa Elizabeth Grey，1797年－1841年），後來嫁給約翰·蘭布頓，第一代達拉謨伯爵
- 第三代格雷伯爵亨利·喬治·格雷（Henry George Grey, 3rd Earl Grey，1802年－1894年）
- 查爾斯·格雷爵士（Sir Charles Grey，1804年－1870年），艾伯塔·格雷，第四代格雷伯爵之父
- 海軍上將喬治·格雷（Admiral George Grey，1809年－1891年）

格雷曾經因為與德文郡公爵夫人傳出緋聞而一度使他名聲受損。兩人有一位私生女。

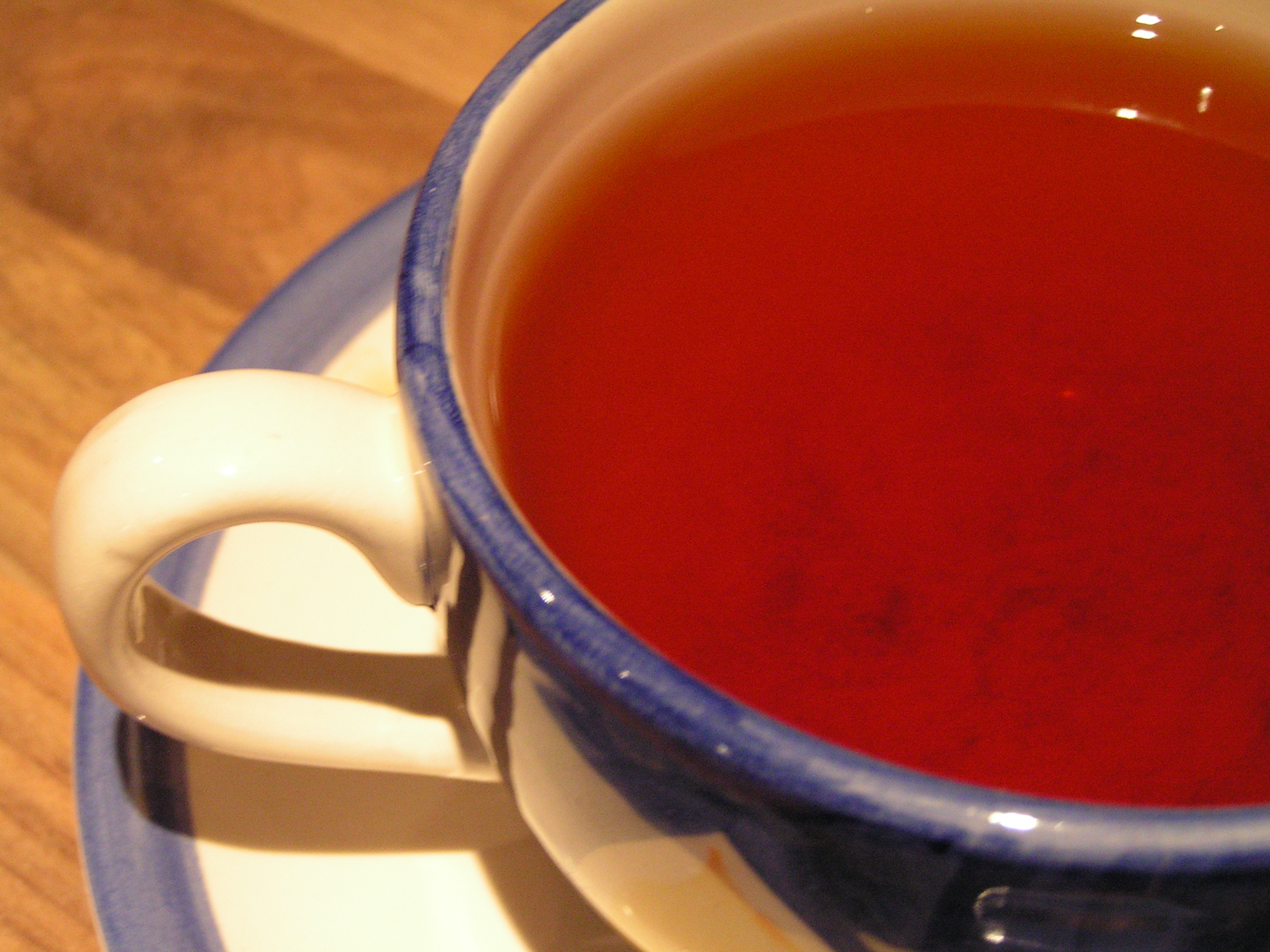
一杯格雷伯爵茶。

## 雜記
- 格雷伯爵茶以格雷命名。
- 格雷紀念碑位於紐卡素市中心，該紀念碑主要由一尊石柱和石像組成。石柱柱身高41米（135呎），而石柱之上就是格雷伯爵之石像。
- 格雷學院，位於達拉謨大學的一所學院。

## 榮譽

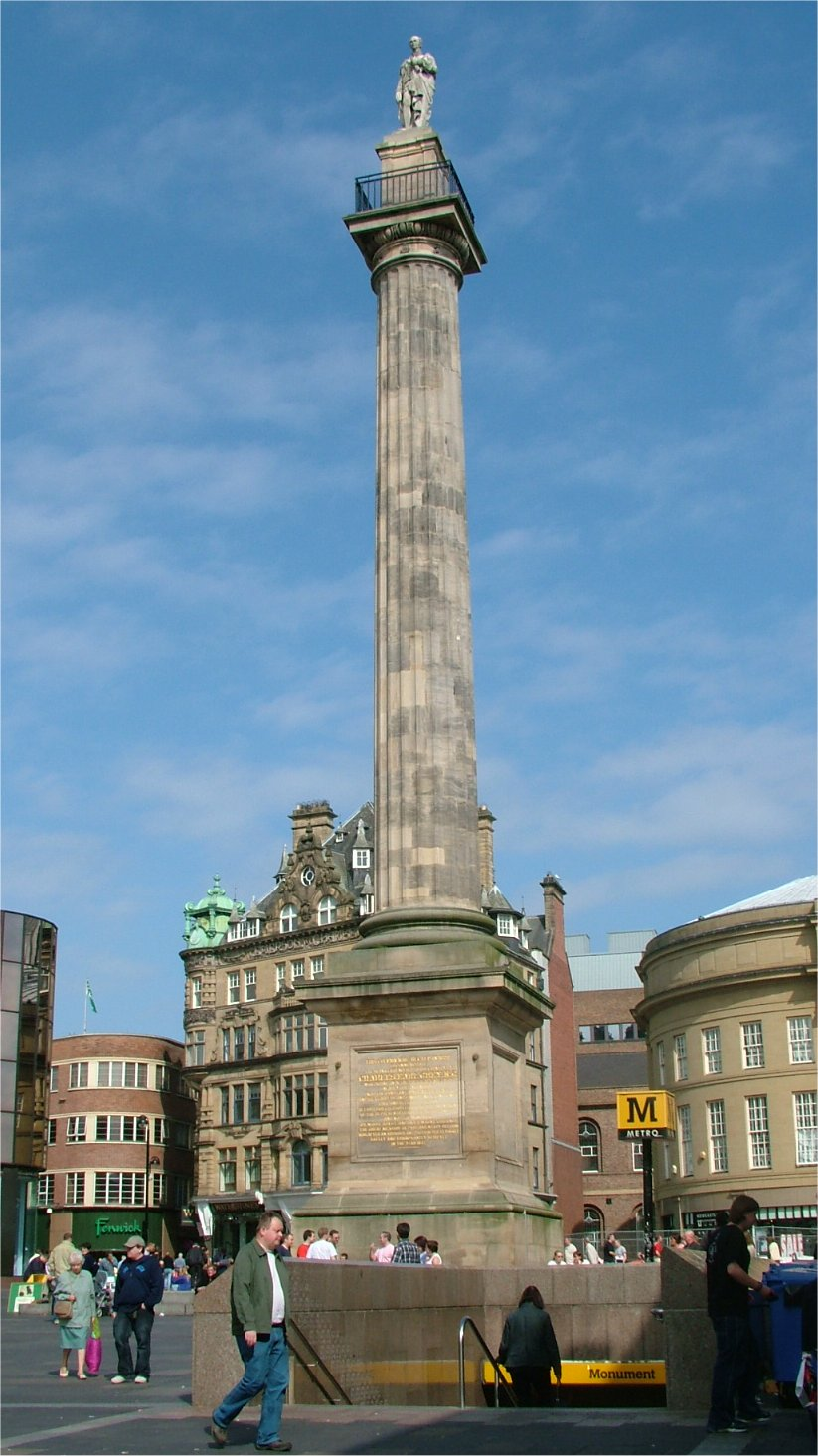
位於紐卡素市中心的格雷紀念碑。

- P.C.（1806年2月5日）
- K.G.（1831年5月27日）

### 頭銜
- 查爾斯·格雷（1764年3月13日－1801年6月23日）
- 查爾斯·格雷閣下（1801年6月23日－1806年2月5日）
- 查爾斯·格雷閣下，PC（1806年2月5日－1806年4月11日）
- 霍威克子爵閣下，PC（1806年4月11日－1807年11月14日）
- 格雷伯爵閣下，PC（1807年11月14日－1831年5月27日）
- 格雷伯爵閣下，KG，PC（1831年5月27日－1845年7月17日）

## 格雷勳爵內閣
- 格雷勳爵：第一財政大臣兼上議院領袖
- 布魯厄姆勳爵：大法官
- 蘭斯多恩勳爵：樞密院議長
- 達拉謨勳爵：掌璽大臣
- 墨爾本勳爵：內務大臣
- 巴麥尊勳爵：外務大臣
- 戈德里奇勳爵：陸軍及殖民地大臣
- 詹姆士·葛蘭姆爵士：第一海軍大臣
- 奧爾索普勳爵：財政大臣兼下議院領袖
- 查爾斯·格蘭特：管理委員會主席
- 霍蘭勳爵：蘭卡斯特公爵領地總裁
- 里奇蒙公爵：財政部主計長
- 卡萊爾勳爵：不管部大臣

### 變動
- 1831年6月：軍隊主計長約翰·羅素勳爵與愛爾蘭布政司愛德華·史密斯-斯坦利加入內閣。
- 1833年4月：戈德里奇勳爵已晉為里彭勳爵，並接替達拉謨勳爵出任掌璽之職。愛德華·史密斯-斯坦利則接替里彭勳爵為陸軍及殖民地大臣。至於接任愛爾蘭布政司的人士則不在內閣供職。另外駐陸軍部大臣愛德華·埃利斯加入內閣。
- 1834年6月：托馬斯·賴斯接替斯坦利任殖民地大臣，而卡萊爾勳爵則接任里彭勳爵為掌璽大臣。另一方面，奧克蘭勳爵取代葛蘭姆爵士為第一海軍大臣，而里奇蒙公爵則離開內閣，至於其繼任人則不在內閣任職。最後，貿易委員會主席查爾斯·波利特·湯姆生與鑄幣長詹姆士·阿培克朗比加入內閣。